# Neuland (Amburgo)

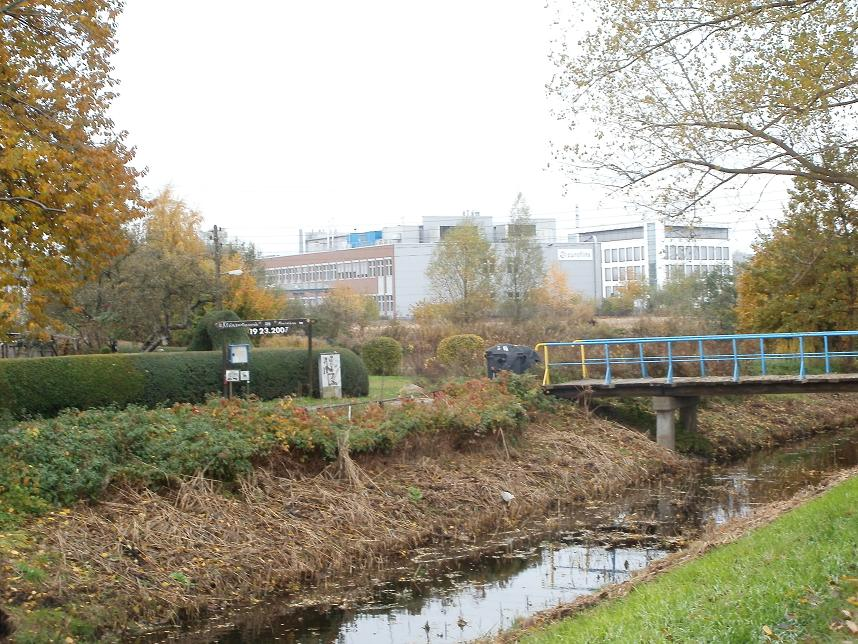

Neuland è un quartiere della città tedesca di Amburgo. È compreso nel distretto di Harburg.

## Storia
Nel 1937 la cosiddetta "legge sulla Grande Amburgo" decretò la cessione del comune di Neuland dalla Prussia al Land di Amburgo.